# Sinnar (Maharashtra)
Sinnar (Marathi सिन्नर) ist eine Stadt mit etwa 65.000 Einwohnern im Distrikt Nashik im Westen des indischen Bundesstaats Maharashtra.

## Lage und Klima
Sinnar liegt auf dem Dekkan-Plateau etwa 30 km südöstlich der Stadt Nashik in einer Höhe von etwa 650 m. Die Millionenstadt Mumbai ist etwa 185 km in südwestlicher Richtung entfernt. Das Klima ist warm bis heiß; Regen (circa 705 mm/Jahr) fällt ganz überwiegend in den sommerlichen Monsunmonaten.

## Bevölkerung
| Jahr      | 1991   | 2001   | 2011   |
| --------- | ------ | ------ | ------ |
| Einwohner | 25.864 | 31.630 | 65.299 |

Die Bevölkerung besteht zu etwa 75 % aus Hindus, 13 % Moslems, 8 % Buddhisten, 2,5 % Jains, 1,4 % Christen und einem kleinen Anteil von Sikhs und anderen.

## Wirtschaft
Der Wirtschaftsraum Nashik gehört zu den wichtigsten und am schnellsten wachsenden in Maharashtra, doch spielt die Landwirtschaft immer noch eine große Rolle.

## Geschichte
Große Teile Zentral- und Westindiens gehörten im Mittelalter (circa 850–1334) zum Machtbereich der Seuna-Dynastie, die lange Zeit Vasallen der Rashtrakutas und der nachfolgenden Chalukyas waren, sich jedoch gegen Ende des 12. Jahrhunderts unter ihrem Herrscher Bhillama V. (regierte 1173–1192) von diesen lösen konnten und in Devagiri, dem heutigen Daulatabad, eine neue Hauptstadt gründeten. Gegen Ende des 13. Jahrhunderts wurde der Druck des islamischen Sultanats von Delhi immer stärker; nach 1311 geriet die Region vollständig unter dessen Kontrolle. Im 16. und 17. Jahrhundert gehörte Sinnar zum Mogulreich, das in der Folge zunächst von den Marathen, später dann allmählich von den Briten übernommen wurde.

## Sehenswürdigkeiten

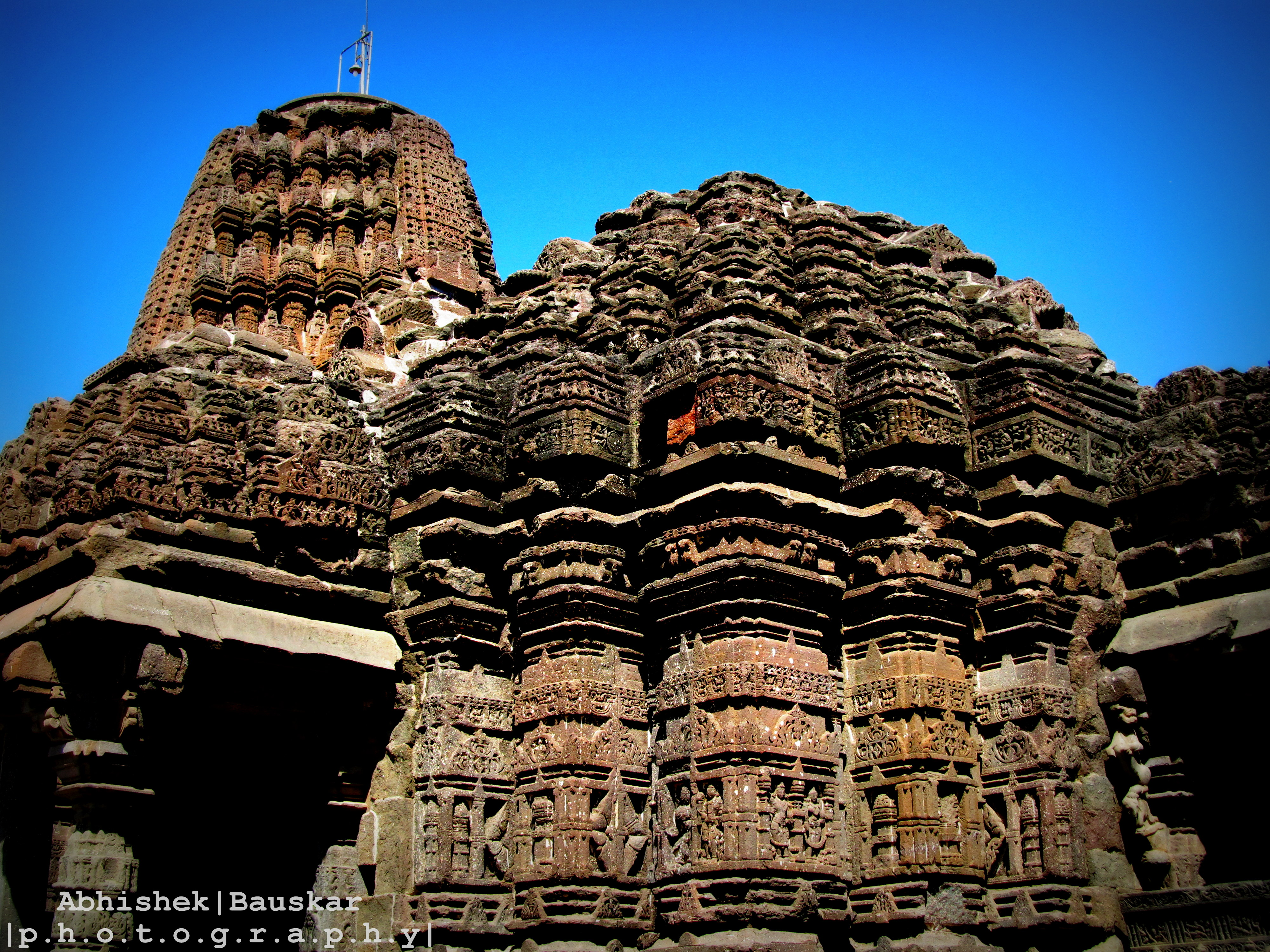
Shri-Gondeshwar-Tempel

- Hauptattraktion von Sinnar ist der hochmittelalterliche Shri-Gondeshwar-Tempel aus der Zeit um 1200 (19° 51′ 4″ N, 74° 0′ 7″ O), der in seinem Grundriss dem Idealtyp eines fünfteiligen indischen Tempels (panchayatana) mit einem zentralen Haupttempel und vier kleineren Nebenschreinen folgt. Ein fünfter – seitlich offener – Schrein mit einem steinernen Nandi-Bullen, dem Reittier (vahana) des Hindu-Gottes Shiva, steht unmittelbar vor dem Haupttempel. Während der Haupttempel Shiva geweiht ist, sind die vier – mit einem seitlich offenen Vorbau versehenen – Nebenschreine Parvati, Ganesha/Ganapati, Surya und Vishnu vorbehalten. Wie die meisten hochmittelalterlichen Tempel Nordindiens steht der Shri-Gondeshwar-Tempel auf einer etwa 1,80 m hohen Plattform (jagati), die das eigentliche Tempelbauwerk sowohl vor Regen und Schlamm als auch vor freilaufenden Tieren schützt. Der Tempel besteht im Wesentlichen aus einer kleinen, seitlich offenen Portalvorhalle (mukhamandapa), einer von einem pyramidenförmigen Dach gedeckten, weitgehend geschlossenen Vorhalle (mandapa), einem zwischengeschalteten Übergangsbereich (antarala) und einem von einem Shikhara-Turm bekrönten Hauptbau, innerhalb dessen sich ein überdachter Umgang (pradakshinapatha) sowie die eigentliche Cella (garbhagriha) mit dem Lingam befinden. Die stark gegliederten Außenwände sich mit Figuren und geometrisch-vegetabilischem Dekor überzogen; auch das Innere der Vorhalle ist reich geschmückt und von einer Kragkuppel bedeckt.
- Der nur wenige Meter außerhalb des Zentrums gelegene (19° 50′ 44″ N, 73° 59′ 44″ O) Bhairavnath- und Ganpati-Tempel stammt ebenfalls aus dem 12./13. Jahrhundert.
- Der nicht sehr gut erhaltene Ayeshwaryeshwar-Tempel (19° 50′ 56″ N, 73° 59′ 28″ O) verfügt über eine ungewöhnliche Außengestaltung mit Pfeilern und Säulen, die dem südindischen Dravida-Stil nahesteht. Er ist ebenfalls Shiva geweiht und besteht aus einer langgestreckten offenen Vorhalle (mandapa) und einem reichverzierten Sanktumsbereich.
- Das Gargoti-Mineral-Museum befasst sich mit Mineralien (hauptsächlich Drusen), wie sie in Maharashtra an verschiedenen Stellen zu finden sind. Aber auch Halbedelsteine und Metalle von anderen asiatischen und australischen Fundorten werden präsentiert.

Umgebung
- In der Nähe von Sinnar befindet sich die breite Portalanlage eines ansonsten weitgehend verschwundenen Forts, dessen Gründung auf den Marathen-Führer Shivaji zurückgeführt wird.

## Persönlichkeiten
- Balaji Baji Rao (1720–1761) war von 1740 bis zu seinem Tod der Premierminister (peshwa) eines Teils des mittelindischen Marathenreiches.